# IC 1364
IC 1364 ist eine kompakte Galaxie vom Hubble-Typ C im Sternbild Füllen nördlich der Ekliptik. Sie ist schätzungsweise 189 Millionen Lichtjahre von der Milchstraße entfernt.
Das Objekt wurde am 30. September 1891 von Rudolf Spitaler entdeckt.